# Этлак
Космодром Этлак (от араб. اطلاق‎ — запуск, англ. Etlaq Spaceport) — коммерческий космодром, расположенный на территории Специальной экономической зоны Дукм, Оман. Оператором космодрома является National Aerospace Services Company (NASCOM), которая в 2022 году представила концепцию создания и развития аэрокосмической инфраструктуры в Омане. Предполагается, что космодром Этлак будет использоваться для запуска суборбитальных и космических ракет различных производителей. NASCOM планирует предоставлять инфраструктуру, включающую, кроме транспортных и энергетических мощностей, средства связи, полётного контроля, безопасности и так далее, и помогать в строительстве пусковых объектов.
В январе 2023 года Национальная аэрокосмическая сервисная компания объявила о проекте космодрома Этлак, тем самым введя Оман в число игроков на рынке космических запусков. Среди важных преимуществ отмечалась близость к экватору, что предоставляет дополнительные возможности по выводу полезной нагрузки на орбиту.
В январе 2024 года Этлак принял участие в первой Ближневосточной космической конференции в Омане, объявив о стратегическом партнёрстве с Oman Telecommunications Company для улучшения инфраструктуры космодрома и обеспечения связи.

## Запуски
5 декабря 2024 года «Этлак» осуществил первый суборбитальный запуск: ракета «Duqm-1», названная в честь экономической зоны, где расположен космодром, достигла высоты 140 км. Запуск состоялся при поддержке Министерства транспорта, связи и информационных технологий, Национальной космической программы, Управления гражданской авиации, NASCOM и других заинтересованных сторон. Запуск произошёл в 10:05 по местному времени с площадки к югу от вилайета Дукм, расположенной на координатах 18 градусов северной широты и 56 градусов восточной долготы.

## Сотрудничество
В июне 2024 года космодром «Этлак» при поддержке Управления гражданской авиации (CAA) Омана подписал Меморандум о взаимопонимании (MoU) с компанией ABL Space Systems.